# 法莱里亚
法莱里亚（義大利語：Faleria），是意大利维泰博省的一个市镇。总面积25.7平方公里，人口2313人，人口密度90.0人/平方公里（2009年）。ISTAT代码为056025。